# Suazilandia en los Juegos Olímpicos de Pekín 2008
Suazilandia estuvo representada en los Juegos Olímpicos de Pekín 2008 por cuatro deportistas, dos hombres y dos mujeres, que compitieron en dos deportes.
La portadora de la bandera en la ceremonia de apertura fue la atleta Temalangeni Dlamini. El equipo olímpico suazi no obtuvo ninguna medalla en estos Juegos.